# Visitateur
Office monastique, un visitateur  est religieux chargé, par le couvent principal, de visiter les monastères inférieurs de la congrégation. 

## Sources
- « visitateur », dans Émile Littré, Dictionnaire de la langue française, 1872–1877